# Пети, Франсуа
Франсуа́ Пети́ (фр. François Petit; 8 ноября 1951, Лион, Четвёртая французская республика) — актёр и мастер единоборств. Известен ролью воина Саб-Зиро в фантастическом боевике 1995 года «Смертельная битва».
Обладатель 3 дана дзюдо. Также утверждал, что является бывшим офицером спецотряда вооружённых сил Франции, обладателем 8 дана Госиндо Дзю-Дзюцу, 7 дана Каратэ-До и носителем титула Кай Дэн-Сихан (высшего мастерского звания в традиции единоборств Японии), однако официального подтверждения того, что Пети получил все перечисленные титулы, нет.
Не имея медицинского образования, работал врачом во Всемирной федерации реслинга. В автобиографии профессионального рестлера Мика Фоли «Have a Nice Day: A Tale of Blood and Sweatsocks» Пети упомянут как «шиацу-практик», в то время как в действительности он не получил лицензию на практику шиацу-терапии.